# Station Vernou-sur-Seine
Station Vernou-sur-Seine is een spoorwegstation aan de spoorlijn Corbeil-Essonnes - Montereau. Het ligt in de Franse gemeente Vernou-la-Celle-sur-Seine in het Franse departement Seine-et-Marne (Île-de-France).

## Geschiedenis
Het station werd op 1 juni 1897 geopend door de Compagnie des chemins de fer de Paris à Lyon et à la Méditerranée bij de opening van de sectie Corbeil-Essonnes - Montereau. Sinds zijn oprichting is het eigendom van de Société nationale des chemins de fer français (SNCF).

## Ligging
Het station ligt op kilometerpunt 85,177 van de spoorlijn Corbeil-Essonnes - Montereau.

## Diensten
Het station wordt aangedaan door treinen van Transilien lijn R rijdende tussen Melun en Montereau via Héricy.

## Vorig en volgend station
| Richting           | Vorig station       | Lijn    | Volgend station    | Richting  |
| ------------------ | ------------------- | ------- | ------------------ | --------- |
| Melun (via Héricy) | Champagne-sur-Seine | Trans R | La Grande-Paroisse | Montereau |